# Martín S. Soria
Martín Sebastián Soria (Berlín, 3 de julio de 1911-Bruselas, 15 de febrero de 1961) fue un historiador del arte español de origen alemán nacionalizado estadounidense, especialista en la obra de Francisco de Zurbarán, a quien dedicó su tesis doctoral.

## Biografía
Hijo de Carlos Schapira, ingeniero de Telefunken que cambió su apellido a Soria a causa de la persecución antisemita en Alemania, en 1933 la familia se instaló en Madrid donde Martín se licenció en Derecho por la Universidad Central y dos años después obtuvo el doctorado en Jurisprudencia por la Universidad de Zúrich. Orientado luego hacia la historia del arte se trasladó a la Universidad de Harvard donde tuvo como maestro a Chandler R. Post e inició la redacción de su tesis, concluida en 1949. Casado con Marion Louis Vall, mientras completaba su tesis obtuvo la ciudadanía estadounidense e impartió clases en el Departamento de Español de la Universidad de Princenton. Tras obtener una beca Guggenheim, en 1953 publicó en Londres una versión ampliada de su tesis doctoral. En 1956 fue nombrado profesor titular de la Universidad de Míchigan. Con George Kubler editó en 1959 Baroque Art and Architecture in Spain and Portugal and Their American Dominions, 1500-1800.
Falleció el 15 de febrero de 1961, al estrellarse en el aeropuerto de Bruselas el avión en el que viajaba invitado por el gobierno español para asistir a los actos conmemorativos por el tricentenario de la muerte de Velázquez.